# Liste des champions du championnat du monde d'endurance FIA
Cette liste des champions du championnat du monde d'endurance FIA recense les vainqueurs du championnat du monde d'endurance FIA (en anglais : World Endurance Championship ou WEC), un championnat de course automobile organisé par l'Automobile Club de l'Ouest (ACO) sous le parrainage de la Fédération internationale de l'automobile (FIA). Issu de l'Intercontinental Le Mans Cup créée en 2010, il fait revivre une compétition mondiale vingt ans après l'arrêt de l'ancien championnat du monde des voitures de sport.
Depuis sa création en 2012, il a sacré différents pilotes, écuries et constructeurs et ce dans différentes catégories.

## Championnats du monde

### Championnat du monde des pilotes
| Saison    | Pilotes                                         | Équipe                | Constructeur | Pneus | Poles | Victoires | Podiums | Points | Obtenu         | Marge |
| --------- | ----------------------------------------------- | --------------------- | ------------ | ----- | ----- | --------- | ------- | ------ | -------------- | ----- |
| 2012      | André Lotterer Benoît Tréluyer Marcel Fässler   | Audi Sport Team Joest | Audi         | M     | 3     | 3         | 7       | 172.5  | Course 8 sur 8 | 13.5  |
| 2013      | Allan McNish Tom Kristensen Loïc Duval          | Audi Sport Team Joest | Audi         | M     | 2     | 3         | 7       | 162    | Course 7 sur 8 | 12.75 |
| 2014      | Anthony Davidson Sébastien Buemi                | Toyota Racing         | Toyota       | M     | 2     | 4         | 7       | 166    | Course 7 sur 8 | 39    |
| 2015      | Timo Bernhard Mark Webber Brendon Hartley       | Porsche Team          | Porsche      | M     | 5     | 4         | 6       | 166    | Course 8 sur 8 | 5     |
| 2016      | Marc Lieb Romain Dumas Neel Jani                | Porsche Team          | Porsche      | M     | 1     | 2         | 3       | 160    | Course 9 sur 9 | 12.5  |
| 2017      | Timo Bernhard Brendon Hartley Earl Bamber       | Porsche LMP Team      | Porsche      | M     | 2     | 4         | 8       | 208    | Course 8 sur 9 | 25    |
| 2018-2019 | Fernando Alonso Sébastien Buemi Kazuki Nakajima | Toyota Gazoo Racing   | Toyota       | M     | 4     | 5         | 7       | 198    | Course 8 sur 8 | 41    |
| 2019-2020 | Mike Conway Kamui Kobayashi José María López    | Toyota Gazoo Racing   | Toyota       | M     | 3     | 4         | 8       | 207    | Course 8 sur 8 | 5     |
| 2021      | Mike Conway Kamui Kobayashi José María López    | Toyota Gazoo Racing   | Toyota       | M     | 4     | 3         | 6       | 173    | Course 6 sur 6 | 5     |

### Championnat du monde des constructeurs
Note : À partir de la saison 2018-2019 ce titre n'est plus décerné, faute d'un manque de constructeurs en LMP1.
| Saison | Constructeur | Voitures                                            | Pneus | Poles | Victoires | Podiums | Points | Obtenu         | Marge |
| ------ | ------------ | --------------------------------------------------- | ----- | ----- | --------- | ------- | ------ | -------------- | ----- |
| 2012   | Audi         | Audi R18 TDI Audi R18 Ultra Audi R18 e-tron quattro | M     | 5     | 5         | 17      | 173    | Course 4 sur 8 | 77    |
| 2013   | Audi         | Audi R18 e-tron quattro                             | M     | 5     | 6         | 15      | 207    | Course 6 sur 8 | 64.5  |
| 2014   | Toyota       | Toyota TS040 Hybrid                                 | M     | 4     | 5         | 12      | 289    | Course 8 sur 8 | 45    |
| 2015   | Porsche      | Porsche 919 Hybrid                                  | M     | 8     | 6         | 13      | 344    | Course 7 sur 8 | 80    |
| 2016   | Porsche      | Porsche 919 Hybrid                                  | M     | 3     | 6         | 9       | 324    | Course 8 sur 9 | 58    |
| 2017   | Porsche      | Porsche 919 Hybrid                                  | M     | 5     | 4         | 15      | 337    | Course 8 sur 9 | 50.5  |

### Championnat du monde LMP1
| Saison    | Équipe              | Voitures     | Pneus | Poles | Victoires | Podiums | Points | Obtenu         | Marge |
| --------- | ------------------- | ------------ | ----- | ----- | --------- | ------- | ------ | -------------- | ----- |
| 2018-2019 | Toyota Gazoo Racing | Toyota TS050 | M     | 8     | 7         | 7       | 216    | Course 7 sur 8 | 82    |
| 2019-2020 | Toyota Gazoo Racing | Toyota TS050 | M     | 4     | 6         | 8       | 241    | Course 7 sur 8 | 96    |

### Championnat du monde Hypercar
| Saison | Équipe              | Voitures     | Pneus | Poles | Victoires | Podiums | Points | Obtenu         | Marge |
| ------ | ------------------- | ------------ | ----- | ----- | --------- | ------- | ------ | -------------- | ----- |
| 2021   | Toyota Gazoo Racing | Toyota TS050 | M     | 5     | 6         | 11      | 206    | Course 5 sur 6 | 78    |

### Championnat du monde des pilotes GT
En gris les saisons où seule une coupe du monde était décernée.
| Saison    | Pilotes                            | Équipe               | Constructeur | Pneus | Poles | Victoires | Podiums | Points | Obtenu         | Marge |
| --------- | ---------------------------------- | -------------------- | ------------ | ----- | ----- | --------- | ------- | ------ | -------------- | ----- |
| 2013      | Gianmaria Bruni                    | AF Corse             | Ferrari      | M     | 1     | 3         | 5       | 145    | Course 8 sur 8 | 10    |
| 2014      | Gianmaria Bruni Toni Vilander      | AF Corse             | Ferrari      | M     | 4     | 4         | 5       | 168    | Course 7 sur 8 | 33.5  |
| 2015      | Richard Lietz                      | Porsche Team Manthey | Porsche      | M     | 0     | 3         | 5       | 145    | Course 8 sur 8 | 13.5  |
| 2016      | Nicki Thiim Marco Sørensen         | Aston Martin Racing  | Aston Martin | D     | 3     | 2         | 6       | 156    | Course 9 sur 9 | 22    |
| 2017      | James Calado Alessandro Pier Guidi | AF Corse             | Ferrari      | M     | 0     | 3         | 7       | 153    | Course 9 sur 9 | 8     |
| 2018-2019 | Michael Christensen Kévin Estre    | Porsche GT Team      | Porsche      | M     | 1     | 2         | 6       | 155    | Course 8 sur 8 | 18.5  |
| 2019-2020 | Nicki Thiim Marco Sørensen         | Aston Martin Racing  | Aston Martin | M     | 1     | 3         | 5       | 172    | Course 8 sur 8 | 12    |
| 2021      | James Calado Alessandro Pier Guidi | AF Corse             | Ferrari      | M     | 0     | 3         | 6       | 177    | Course 6 sur 6 | 11    |

### Championnat du monde des constructeurs GT
En gris les saisons où seule une coupe du monde était décernée.
| Saison    | Constructeur | Voitures                 | Pneus | Poles | Victoires | Podiums | Points | Obtenu         | Marge |
| --------- | ------------ | ------------------------ | ----- | ----- | --------- | ------- | ------ | -------------- | ----- |
| 2012      | Ferrari      | Ferrari 458 Italia GT2   | M     | 7     | 6         | 19      | 338    | Course 6 sur 8 | 105   |
| 2013      | Ferrari      | Ferrari 458 Italia GT2   | M     | 2     | 5         | 16      | 255    | Course 8 sur 8 | 8.5   |
| 2014      | Ferrari      | Ferrari 458 Italia GT2   | M     | 7     | 5         | 16      | 288    | Course 8 sur 8 | 28    |
| 2015      | Porsche      | Porsche 911 RSR (991)    | M     | 1     | 5         | 16      | 290    | Course 8 sur 8 | 4     |
| 2016      | Ferrari      | Ferrari 488 GTE          | M     | 3     | 3         | 12      | 294    | Course 9 sur 9 | 7     |
| 2017      | Ferrari      | Ferrari 488 GTE          | M     | 4     | 5         | 11      | 305    | Course 8 sur 9 | 67.5  |
| 2018-2019 | Porsche      | Porsche 911 RSR          | M     | 2     | 3         | 10      | 288    | Course 7 sur 8 | 94    |
| 2019-2020 | Aston Martin | Aston Martin Vantage AMR | M     | 1     | 4         | 6       | 332    | Course 7 sur 8 | 43    |
| 2021      | Ferrari      | Ferrari 488 GTE          | M     | 0     | 3         | 9       | 291    | Course 6 sur 6 | 14    |

## Trophées

### Trophée Pilotes Équipes privés LMP1
| Saison | Pilotes                                               | Équipe           | Pneus | Poles | Victoires | Podiums | Points | Obtenu         | Marge |
| ------ | ----------------------------------------------------- | ---------------- | ----- | ----- | --------- | ------- | ------ | -------------- | ----- |
| 2014   | Mathias Beche Nicolas Prost Nick Heidfeld             | Rebellion Racing | M     | 0     | 5         | 8       | 204    | Course 4 sur 8 | 111   |
| 2015   | Mathias Beche Nicolas Prost                           | Rebellion Racing | M     | 0     | 2         | 6       | 134    | Course 7 sur 8 | 26    |
| 2016   | Dominik Kraihamer Alexandre Imperatori Mathéo Tuscher | Rebellion Racing | D     | 0     | 7         | 8       | 193    | Course 7 sur 9 | 84    |

### Trophée Endurance FIA pour les pilotes LMP2
| Saison    | Pilotes                                            | Équipe                  | Pneus | Poles | Victoires | Podiums | Points | Obtenu         | Marge |
| --------- | -------------------------------------------------- | ----------------------- | ----- | ----- | --------- | ------- | ------ | -------------- | ----- |
| 2013      | Bertrand Baguette Martin Plowman Ricardo González  | Oak Racing              | D     | 1     | 2         | 5       | 141.5  | Course 8 sur 8 | 9     |
| 2014      | Sergey Zlobin                                      | SMP Racing              | M     | 0     | 1         | 6       | 146    | Course 8 sur 8 | 9     |
| 2015      | Roman Rusinov Julien Canal Sam Bird                | G-Drive Racing          | D     | 4     | 4         | 7       | 178    | Course 8 sur 8 | 23    |
| 2016      | Gustavo Menezes Nicolas Lapierre Stéphane Richelmi | Signatech Alpine        | D     | 2     | 4         | 7       | 199    | Course 8 sur 9 | 33    |
| 2017      | Julien Canal Bruno Senna                           | Vaillante Rebellion     | D     | 1     | 4         | 8       | 186    | Course 9 sur 9 | 11    |
| 2018-2019 | Nicolas Lapierre Pierre Thiriet André Negrão       | Signatech Alpine Matmut | D M   | 1     | 2         | 8       | 181    | Course 8 sur 8 | 15    |
| 2019-2020 | Filipe Albuquerque Philip Hanson                   | United Autosports       | M     | 4     | 4         | 6       | 190    | Course 7 sur 8 | 28    |
| 2021      | Robin Frijns Ferdinand von Hasburg Charles Milesi  | Team WRT                | G     | 1     | 3         | 4       | 151    | Course 6 sur 6 | 20    |

### Trophée Endurance FIA pour les pilotes LMGTE Am
| Saison    | Pilotes                                            | Équipe              | Pneus | Poles | Victoires | Podiums | Points | Obtenu         | Marge |
| --------- | -------------------------------------------------- | ------------------- | ----- | ----- | --------- | ------- | ------ | -------------- | ----- |
| 2013      | Jamie Campbell-Walter Stuart Hall                  | Aston Martin Racing | M     | 1     | 2         | 4       | 129    | Course 8 sur 8 | 1     |
| 2014      | Kristian Poulsen David Heinemeier Hansson          | Aston Martin Racing | M     | 1     | 4         | 8       | 198    | Course 7 sur 8 | 34    |
| 2015      | Viktor Shaytar Aleksey Basov (en) Andrea Bertolini | SMP Racing          | M     | 2     | 3         | 6       | 165    | Course 8 sur 8 | 17    |
| 2016      | Emmanuel Collard François Perrodo Rui Águas        | AF Corse            | M     | 0     | 2         | 8       | 188    | Course 9 sur 9 | 37    |
| 2017      | Paul Dalla Lana Pedro Lamy Mathias Lauda           | Aston Martin Racing | D     | 7     | 4         | 7       | 192    | Course 9 sur 9 | 24    |
| 2018-2019 | Jörg Bergmeister Patrick Lindsey Egidio Perfetti   | Team Project 1      | M     | 1     | 2         | 6       | 151    | Course 8 sur 8 | 41    |
| 2019-2020 | Emmanuel Collard Nicklas Nielsen François Perrodo  | AF Corse            | M     | 0     | 2         | 5       | 167    | Course 8 sur 8 | 13    |
| 2021      | Nicklas Nielsen François Perrodo Alessio Rovera    | AF Corse            | M     | 0     | 4         | 4       | 150    | Course 6 sur 6 | 59.5  |

### Trophée Endurance FIA pour les équipes privées LMP1
| Saison | Équipe           | Voitures                                  | Pneus | Poles | Victoires | Podiums | Points | Obtenu         | Marge |
| ------ | ---------------- | ----------------------------------------- | ----- | ----- | --------- | ------- | ------ | -------------- | ----- |
| 2012   | Rebellion Racing | Lola B10/60-Toyota Lola B12/60-Toyota     | M     | 0     | 6         | 12      | 205    | Course 7 sur 8 | 57    |
| 2013   | Rebellion Racing | Lola B12/60-Toyota                        | M     | 0     | 6         | 7       | 173.5  | Course 6 sur 8 | 105.5 |
| 2014   | Rebellion Racing | Lola B12/60-Toyota Rebellion R-One-Toyota | M     | 0     | 5         | 8       | 204    | Course 4 sur 8 | 111   |
| 2015   | Rebellion Racing | Rebellion R-One-AER                       | M     | 0     | 2         | 6       | 134    | Course 7 sur 8 | 26    |
| 2016   | Rebellion Racing | Rebellion R-One-AER                       | D     | 0     | 7         | 8       | 193    | Course 7 sur 9 | 84    |

### Trophée Endurance FIA pour les équipes de LMP2
| Saison    | Équipe                  | Voitures                         | Pneus | Poles | Victoires | Podiums | Points | Obtenu         | Marge |
| --------- | ----------------------- | -------------------------------- | ----- | ----- | --------- | ------- | ------ | -------------- | ----- |
| 2012      | Starworks Motorsport    | HPD ARX-03b                      | D     | 4     | 3         | 7       | 177    | Course 7 sur 8 | 23    |
| 2013      | Oak Racing              | Morgan LMP2-Nissan               | D     | 1     | 2         | 5       | 141.5  | Course 8 sur 8 | 7     |
| 2014      | SMP Racing              | Oreca 03-Nissan Oreca 03R-Nissan | M     | 0     | 1         | 6       | 146    | Course 8 sur 8 | 9     |
| 2015      | G-Drive Racing          | Ligier JS P2-Nissan              | D     | 4     | 4         | 7       | 178    | Course 8 sur 8 | 23    |
| 2016      | Signatech Alpine        | Alpine A460-Nissan               | D     | 2     | 4         | 7       | 199    | Course 8 sur 9 | 30    |
| 2017      | Vaillante Rebellion     | Oreca 07-Gibson                  | D     | 1     | 4         | 8       | 186    | Course 9 sur 9 | 11    |
| 2018-2019 | Signatech Alpine Matmut | Alpine A470-Gibson               | D M   | 1     | 2         | 8       | 181    | Course 8 sur 8 | 15    |
| 2019-2020 | United Autosports       | Oreca 07-Gibson                  | M     | 4     | 4         | 6       | 190    | Course 7 sur 8 | 28    |
| 2021      | Team WRT                | Oreca 07-Gibson                  | G     | 1     | 3         | 4       | 151    | Course 6 sur 6 | 20    |

### Trophée Endurance FIA pour les équipes Pro/Am
| Saison | Équipe                | Voitures        | Pneus | Poles | Victoires | Podiums | Points | Obtenu         | Marge |
| ------ | --------------------- | --------------- | ----- | ----- | --------- | ------- | ------ | -------------- | ----- |
| 2021   | Racing Team Nederland | Oreca 07-Gibson | M     | 0     | 4         | 5       | 167    | Course 6 sur 6 | 21    |

### Trophée Endurance FIA pour les équipes de LMGTE Pro
Note : À partir de la saison 2018-2019 ce titre n'est plus décerné.
| Saison | Équipe               | Voitures                    | Pneus | Poles | Victoires | Podiums | Points | Obtenu         | Marge |
| ------ | -------------------- | --------------------------- | ----- | ----- | --------- | ------- | ------ | -------------- | ----- |
| 2012   | AF Corse             | Ferrari 458 Italia GT2      | M     | 0     | 5         | 8       | 201    | Course 6 sur 8 | 59    |
| 2013   | AF Corse             | Ferrari 458 Italia GT2      | M     | 1     | 3         | 5       | 145    | Course 8 sur 8 | 16.5  |
| 2014   | AF Corse             | Ferrari 458 Italia GT2      | M     | 4     | 4         | 5       | 168    | Course 7 sur 8 | 20    |
| 2015   | Porsche Team Manthey | Porsche 911 RSR (991)       | M     | 0     | 3         | 5       | 154    | Course 8 sur 8 | 5     |
| 2016   | Aston Martin Racing  | Aston Martin V8 Vantage GTE | D     | 3     | 2         | 6       | 156    | Course 9 sur 9 | 15    |
| 2017   | AF Corse             | Ferrari 488 GTE             | M     | 0     | 3         | 7       | 164    | Course 9 of 9  | 18    |

### Trophée Endurance FIA pour les équipes de LMGTE Am
| Saison    | Équipe              | Voitures                    | Pneus | Poles | Victoires | Podiums | Points | Obtenu         | Marge |
| --------- | ------------------- | --------------------------- | ----- | ----- | --------- | ------- | ------ | -------------- | ----- |
| 2012      | Larbre Compétition  | Chevrolet Corvette C6.R GT2 | M     | 1     | 3         | 8       | 179    | Course 8 sur 8 | 26    |
| 2013      | 8 Star Motorsports  | Ferrari 458 Italia GT2      | M     | 1     | 2         | 5       | 136    | Course 8 sur 8 | 3     |
| 2014      | Aston Martin Racing | Aston Martin V8 Vantage GTE | M     | 1     | 4         | 8       | 198    | Course 7 sur 8 | 34    |
| 2015      | SMP Racing          | Ferrari 458 Italia GT2      | M     | 2     | 3         | 6       | 165    | Course 8 sur 8 | 17    |
| 2016      | AF Corse            | Ferrari 458 Italia GT2      | M     | 0     | 2         | 8       | 188    | Course 9 sur 9 | 37    |
| 2017      | Aston Martin Racing | Aston Martin V8 Vantage GTE | D     | 7     | 4         | 8       | 198    | Course 9 sur 9 | 19    |
| 2018-2019 | Team Project 1      | Porsche 911 RSR             | M     | 1     | 2         | 6       | 151    | Course 8 sur 8 | 41    |
| 2019-2020 | AF Corse            | Ferrari 488 GTE Evo         | M     | 0     | 2         | 5       | 167    | Course 8 sur 8 | 13    |
| 2021      | AF Corse            | Ferrari 488 GTE Evo         | M     | 0     | 4         | 4       | 150    | Course 6 sur 6 | 59.5  |